# Jeux des îles de l'océan Indien 2011
Navigation
Édition précédente Édition suivante
Les Jeux des îles de l'océan Indien 2011 sont des jeux sportifs organisés dans l'archipel des Seychelles, du 5 au 14 août 2011. Il s'agit de la huitième édition des Jeux des îles de l'océan Indien et de la seconde prenant place aux Seychelles en particulier.

## Sites des Jeux des îles de l'océan Indien 2011
| Sites                              | Sports                   |
| ---------------------------------- | ------------------------ |
| Stade Linité                       | Football                 |
| Stade Populaire                    | Athlétisme               |
| Stade de l'Amitié                  | Football                 |
| Gymnase La Promenade               | Badminton                |
| Gymnase de Victoria                | Basket-ball              |
| Dojo de Roche Caïman               | Judo, Tennis de table    |
| Palais des sports de Victoria      | Basket-ball, Volley-ball |
| NSC Hall                           | Boxe                     |
| Centre international de conférence | Haltérophilie            |
| Bassin de Roche Caïman             | Natation                 |
| Eden Island                        | Voile                    |

## Cérémonies d'ouverture et de clôture
La cérémonie d'ouverture de ces Jeux a débuté à 17 heures 30 du soir heure locale (fuseau horaire UTC+4), au stade Linité à Victoria, devant 10 000 spectateurs. Les sept nations participantes ont vu leurs 2 000 sportifs défiler. Le président des Seychelles James Miche a déclaré officiellement ouverts les VIIIe Jeux des îles de l'océan Indien. La Seychelloise Linda Jeanne, médaillée d'or en heptathlon aux Jeux de 1993, allume ensuite la flamme des Jeux. La soirée s'est poursuivie avec un spectacle réalisé par Raymond Clarisse, conclu par un feu d'artifice.
Le 14 août 2011 se tient la cérémonie de clôture au stade Linité.

## Compétition

### Sports
Douze sports sont présents lors de ces Jeux. Cinq sports disparaissent : la lutte, le karaté, la pétanque, le taekwondo et le tennis. La voile et le badminton sont introduits lors de ces Jeux.

#### Athlétisme
,

#### Boxe
Médaillé d'or : Brice Cadenet (poids super-lourd).

### Calendrier
Les horaires des compétitions dans les articles suivants utilisent le fuseau UTC+4, — c'est-à-dire heure universelle plus quatre heures, le fuseau utilisé par les Seychelles. Le football débute la veille de la cérémonie d'ouverture.
| Calendrier général des Jeux des îles de l'océan Indien 2011 | Calendrier général des Jeux des îles de l'océan Indien 2011 | Calendrier général des Jeux des îles de l'océan Indien 2011 | Calendrier général des Jeux des îles de l'océan Indien 2011 | Calendrier général des Jeux des îles de l'océan Indien 2011 | Calendrier général des Jeux des îles de l'océan Indien 2011 | Calendrier général des Jeux des îles de l'océan Indien 2011 | Calendrier général des Jeux des îles de l'océan Indien 2011 | Calendrier général des Jeux des îles de l'océan Indien 2011 | Calendrier général des Jeux des îles de l'océan Indien 2011 | Calendrier général des Jeux des îles de l'océan Indien 2011 | Calendrier général des Jeux des îles de l'océan Indien 2011 | Calendrier général des Jeux des îles de l'océan Indien 2011 |
| Août 2011                                                   | Août 2011                                                   | 4                                                           | 5                                                           | 6                                                           | 7                                                           | 8                                                           | 9                                                           | 10                                                          | 11                                                          | 12                                                          | 13                                                          | 14                                                          |
| ----------------------------------------------------------- | ----------------------------------------------------------- | ----------------------------------------------------------- | ----------------------------------------------------------- | ----------------------------------------------------------- | ----------------------------------------------------------- | ----------------------------------------------------------- | ----------------------------------------------------------- | ----------------------------------------------------------- | ----------------------------------------------------------- | ----------------------------------------------------------- | ----------------------------------------------------------- | ----------------------------------------------------------- |
| Cérémonies                                                  | Cérémonies                                                  |                                                             | O                                                           |                                                             |                                                             |                                                             |                                                             |                                                             |                                                             |                                                             |                                                             | C                                                           |
| Athlétisme                                                  |                                                             |                                                             |                                                             |                                                             |                                                             |                                                             |                                                             |                                                             |                                                             |                                                             |                                                             |                                                             |
| Badminton                                                   |                                                             |                                                             |                                                             |                                                             |                                                             |                                                             |                                                             |                                                             |                                                             |                                                             |                                                             |                                                             |
| Basket-ball                                                 |                                                             |                                                             |                                                             |                                                             |                                                             |                                                             |                                                             |                                                             |                                                             |                                                             |                                                             |                                                             |
| Boxe                                                        |                                                             |                                                             |                                                             |                                                             |                                                             |                                                             |                                                             |                                                             |                                                             |                                                             |                                                             |                                                             |
| Cyclisme                                                    |                                                             |                                                             |                                                             |                                                             |                                                             |                                                             |                                                             |                                                             |                                                             |                                                             |                                                             |                                                             |
| Football                                                    |                                                             |                                                             |                                                             |                                                             |                                                             |                                                             |                                                             |                                                             |                                                             |                                                             |                                                             |                                                             |
| Haltérophilie                                               |                                                             |                                                             |                                                             |                                                             |                                                             |                                                             |                                                             |                                                             |                                                             |                                                             |                                                             |                                                             |
| Judo                                                        |                                                             |                                                             |                                                             |                                                             |                                                             |                                                             |                                                             |                                                             |                                                             |                                                             |                                                             |                                                             |
| Natation                                                    |                                                             |                                                             |                                                             |                                                             |                                                             |                                                             |                                                             |                                                             |                                                             |                                                             |                                                             |                                                             |
| Tennis de table                                             |                                                             |                                                             |                                                             |                                                             |                                                             |                                                             |                                                             |                                                             |                                                             |                                                             |                                                             |                                                             |
| Voile                                                       |                                                             |                                                             |                                                             |                                                             |                                                             |                                                             |                                                             |                                                             |                                                             |                                                             |                                                             |                                                             |
| Volley-ball                                                 |                                                             |                                                             |                                                             |                                                             |                                                             |                                                             |                                                             |                                                             |                                                             |                                                             |                                                             |                                                             |
| Août 2011                                                   | Août 2011                                                   | 4                                                           | 5                                                           | 6                                                           | 7                                                           | 8                                                           | 9                                                           | 10                                                          | 11                                                          | 12                                                          | 13                                                          | 14                                                          |

|  | Cérémonies |  | Jour de compétition |  | Jour de finale |

## Tableau des médailles
Le tableau suivant présente le bilan par nation des médailles obtenues lors de ces Jeux.
| Rang | Nation     | Or | Argent | Bronze | Total |
| ---- | ---------- | -- | ------ | ------ | ----- |
| 1    | La Réunion | 58 | 66     | 65     | 189   |
| 2    | Seychelles | 57 | 27     | 43     | 127   |
| 3    | Maurice    | 38 | 66     | 51     | 155   |
| 4    | Madagascar | 34 | 34     | 50     | 118   |
| 5    | Comores    | 1  | 1      | 4      | 6     |
| 6    | Mayotte    | 0  | 2      | 0      | 2     |
| 7    | Maldives   | 0  | 1      | 5      | 6     |

      Pays organisateur 

## Annexe